# Мървеница
Мървеница се нарича супа от гъби, предимно манатарки, които се измиват, пекат без мазнина, посоляват се и се заливат с гореща вода; добавят се подправки и след кратко варене се прибавят запържени до омекване кореноплодни зеленчуци (лук, морков, картоф и или батати и др.)
Супата е традиционна за южните части на балканския полуостров, в България (Родопския и Пиринския край), в Македония и Северна Гърция.
В Македония се нарича марвеница, а в България мървеница. Мървеник или мървеница е остаряло българско фолклорно назоваване на печурките и манатарките (в зависимост от фолклорните области).
В Гърция сега супата се назовава просто супа от манатарки (σούπα με μανιτάρια).